# Kakamega County
Kakamega County (bis 2010 Kakamega District) ist ein County in Kenia. Die Hauptstadt des Countys ist Kakamega.

## Geografie
Im County liegt das Naturschutzgebiet Kakamega Forest National Reserve, der letzte tropische Regenwald Kenias.

## Gliederung
Kakamega County teilt sich in sieben Divisionen auf. Es gibt neun Wahlbezirke: Malava, Lugari, Mumias, Matungu, Lurambi, Shinyalu, Ikolomani, Butere und Khwisero. Im Rahmen der Verfassung von 2010 wurden die Distrikte Kakamega Central, Kakamega North, Kakamega East, Kakamega South, Lugari und Mumias unter der neuen Bezeichnung Kakamega County vereinigt.
| Division              | Einwohner (1999) | Fläche in km² |
| --------------------- | ---------------- | ------------- |
| Kakamega Municipality | 074.115          | 049,9         |
| Lurambi               | 085.863          | 0194,1        |
| Navakholo             | 065.337          | 0173,4        |
| Kabras                | 149.510          | 0424,2        |
| Ileho                 | 032.545          | 077,7         |
| Shinyalu              | 103.948          | 0332,6        |
| Ikolomani             | 092.104          | 0142,9        |
| Gesamt                | 603.422          | 1.394,8       |

## Wirtschaft
Neben der Viehzucht leben die Menschen im Kakamega County hauptsächlich von der Landwirtschaft. Angebaut werden vor allem Zuckerrohr, Tee, Sonnenblumen und Sojabohnen für den Verkauf, Mais, Süßkartoffeln, Bohnen und Kochbananen für den Eigenbedarf. Ferner werden Avocado, Papaya, Bananen und Ananas angebaut. Die Viehhaltung besteht hauptsächlich aus Rinder- und Geflügelzucht. Im Jahr 2002 lebten knapp 57,5 % der Einwohner unterhalb der Armutsgrenze.

## Bildung und Gesundheitswesen
Im County gibt es verschiedene Primary und Secondary Schools. Die Schulabbrecherrate lag 1999 mit 26 % in der Primary und 5,3 % in der Secondary School recht hoch. Als Gründe für den Abbruch der Primary School werden die von vielen Eltern nicht bezahlbaren Schulgebühren genannt, ebenso wie der Umstand, dass viele Kinder zu Waisen werden und die Schule abbrechen, um sich um jüngere Geschwister zu kümmern. In der Secondary School sind die Gründe für die vorzeitige Beendigung der Ausbildung mehrheitlich frühe Schwangerschaften und/oder frühe Heirat.
Das County verfügt über 55 Einrichtungen des Gesundheitswesens. Die Kindersterblichkeit ist mit 6,3 % recht hoch, 12,25 % der Kinder sterben vor dem 5. Geburtstag. Außerdem leidet das Kakamega County an einer der höchsten HIV/Aids-Raten in Kenia. Die Prävalenz beträgt 23,8 %.